# Baron (Gironde)
Baron ist eine französische Gemeinde mit 1.204 Einwohnern (Stand: 1. Januar 2022) im Département Gironde in der Region Nouvelle-Aquitaine; sie gehört zum Arrondissement Libourne und zum Kanton Les Coteaux de Dordogne. Die Einwohner werden Baronnais genannt.

## Geographie
Baron liegt etwa 21 Kilometer ostsüdöstlich von Bordeaux und etwa elf Kilometer südsüdwestlich von Libourne an der Quelle der Souloire, einem kleinen linken Nebenfluss der Dordogne. Umgeben wird Baron von den Nachbargemeinden Saint-Germain-du-Puch im Norden, Nérigean im Nordosten, Saint-Quentin-de-Baron im Osten, Camiac-et-Saint-Denis im Südosten, Cursan im Süden und Südwesten sowie Croignon im Westen.

## Bevölkerungsentwicklung
| Jahr                       | 1962 | 1968 | 1975 | 1982 | 1990 | 1999 | 2011 | 2020 |
| Einwohner                  | 491  | 503  | 527  | 668  | 749  | 866  | 1118 | 1181 |
| Quellen: Cassini und INSEE |      |      |      |      |      |      |      |      |

## Sehenswürdigkeiten
- Kirche Saint-Christophe aus dem 11./12. Jahrhundert, seit 1908 Monument historique

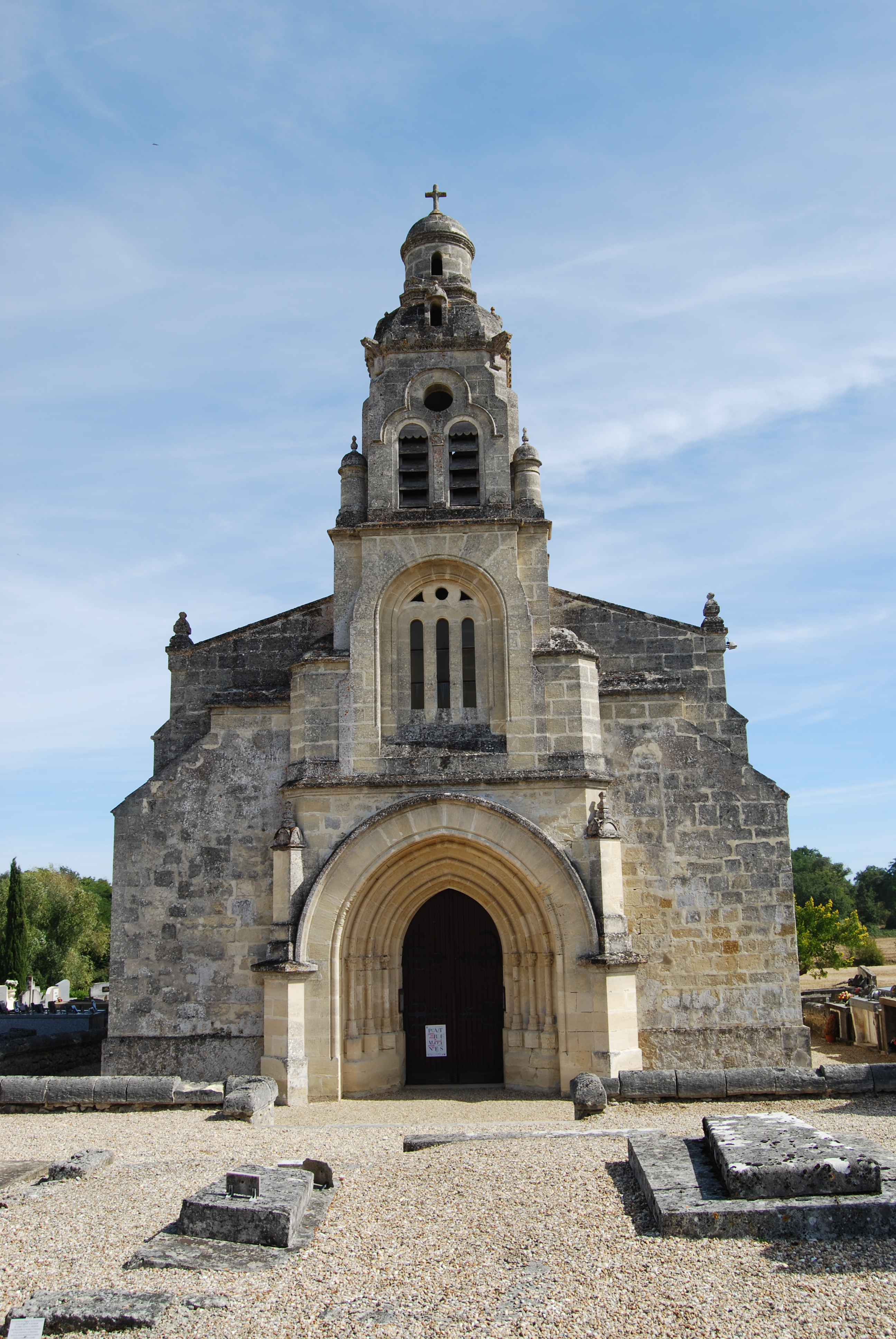
Kirche Saint-Christoph